# Johan Sundqvist
Johan Sundqvist är en svensk sångare och gitarrist. Han är en kristen lovsångsledare kopplad till Vineyard och Sthlm's Bönehus, nu är han dock verksam i One Heart Church som håller till i Korskyrkans lokaler i Stockholm. Han har givit ut skivan Invid Golgata kors tillsammans med Charlotte Nordin på David Media 2010.
Sundqvist har lett lovsången på JesusRock festivalen under åren 2006 till 2008.
Han medverkade i lovsången på lägret TEJP, då Klot spelade in liveskivan Jesus Världens Ljus (David Media 2006), med egna sången Du känner mig.
Han sjunger även Herre kom och Brenton Browns Hosianna på skivan Nära Faderns Hjärta 6 (David Media 2007).
2010 fanns Johan med på David Media's jubileumsplatta "Bibelkörer Redux - Sjung en ny sång"
2013 medverkade Johan som sångare på inspleningen av låtarna "Detta är min längtan" & "Världens Frälsare" på skivan "Världens Frälsare - Nära Faderns Hjärta 8"
"2014 gav Johan ut låten "We Celebrate (Christ Is Risen)"[4] tillsammans med låtskrivaren och producenten Johannes T Lindsmyr.